# Epelis atomaria-obsoletaria
Epelis atomaria-obsoletaria là một loài bướm đêm trong họ Geometridae.